# Ophiopogon pierrei
Ophiopogon pierrei är en sparrisväxtart som beskrevs av Léopold Rodriguez. Ophiopogon pierrei ingår i släktet Ophiopogon och familjen sparrisväxter.
Artens utbredningsområde är Kambodja. Inga underarter finns listade i Catalogue of Life.